# 荻野欣士郎
荻野 欣士郎（おぎの きんしろう、1970年5月3日 - ）は、日本の映画監督・映画プロデューサー・脚本家・漫画原作者。東放学園映画専門学校や文化女子大学の非常勤講師も務めた。血液型はB型。本名は荻野憲之。

## 来歴・人物
東京都立戸山高等学校卒業。駒澤大学経済学部経済学科卒業。
CMなどの監督を経て、2000年の冬に高橋克彦原作の『私の骨』で映画監督デビュー。「浅草堂酔夢譚」では99分ノーカット撮影、「池島譚歌」ではレール移動距離1キロなど世界記録を目指す撮影方法をとるという異質な映画監督。
映画監督としてデビューした後、ATGプロデューサーであった葛井欣士郎を師匠として仰ぎ、ATGの精神を継ぐとして2004年より「欣士郎」という名を名乗っている。
「浅草堂酔夢譚」ではモナコ国際映画祭のインディペンデント・スピリッツ賞を受賞した。他にJapan FilmFestival in LA、シンガポール国際映画祭、インド国際映画祭で上映されている。
2019年、 テレビ朝日「スーパーJチャンネル」の放送内で 業務用スーパーのお得な使い方を買い物客に聞く企画の中で、”やらせ”があり、朝日の常務と広報部長が頭を下げ陳謝した。”やらせ”をしたのは、取材したディレクターの荻野だった。
この事件によってテレビ業界に居られなくなった荻野はNHK党に接近、立花孝志のYouTubeを撮影する専属カメラマンであった時期もあった。
2025年の参議院選挙でも兵庫県での立花孝志の街宣で度々目撃されている。

## 作品

### 映画
- 「私の骨」原作：高橋克彦（角川ミステリー文庫）/出演：田口トモロヲ・石立鉄男
- 「ほのかの書」主演:吉村涼・霧島れいか・小野寺昭
- 「-1〜ロドリゲスの運命〜」（オムニバス映画・総合監督）主演・堀川りょう
- 「浅草堂酔夢譚」出演：田村愛・堀川りょう・高野志穂・大堀恵・BORO/モナコ国際映画祭 Independent Spirits Awards、主演男優賞、主演女優賞 受賞
- 「福島さん」(短編)主演:東さや香・本多秀成
- 「池島譚歌」主演:金子昇・堀川りょう・田中達也・東さや香
- 「糸」

### TV
- テレビ東京「家、ついて行ってイイですか？」契約ディレクター
- テレビ東京「YOUは何しに日本へ」契約ディレクター
- テレビ朝日「スーパーJチャンネル」契約ディレクター
- AbemaTV「AbemaPrime」契約ディレクター

### 漫画原作
- 「ほのかの書」連載:週刊「女性自身」